# Stefan Berger (Chemiker)
Stefan Berger (* 9. September 1946 in Heidelberg; † 2. April 2023) war ein deutscher Chemiker mit den Arbeitsgebieten NMR-Spektroskopie, Organische Chemie und Analytische Chemie. Er war Professor an der Universität Leipzig.

## Leben
Berger studierte ab 1966 Chemie an der Universität Tübingen, wo er 1968 in einem Kurs von Harald Suhr (* 1928) in die NMR-Spektroskopie eingeführt wurde und 1970 den Diplomabschluss erhielt, und wurde 1973 bei Anton Rieker an der Universität Tübingen promoviert (Synthese und Fourier-Transform-13C-NMR-Spektroskopie von Oxepinen). Als Post-Doktorand war er 1973/74 am Caltech bei John D. Roberts. Dort traf er auch Dieter Seebach und den NMR-Spezialisten David M. Grant (1921–2013, University of Utah), die dort damals Gastprofessoren waren. 1981 habilitierte er sich in Marburg in Organischer Chemie mit einem Thema aus der NMR-Spektroskopie. 1988 wurde er außerordentlicher Professor in Marburg und 1997 Professor für Analytische Chemie in Leipzig. 2013 wurde er emeritiert.
Er forschte zu Entwicklungen in den Methoden der NMR-Spektroskopie mit deren Anwendungen in der bioorganischen Chemie.
2009 erhielt er mit Dieter Sicker den Literaturpreis des Fonds der Chemischen Industrie für ihr Buch Classics in Spectroscopy. Darin werden detailliert spektroskopische Verfahren zur Identifizierung und Strukturaufklärung von 30 Naturstoffen beschrieben.

Grabstätte Stefan Berger mit Urnen-Stele Oskar Nachod

Seine Grabstätte befindet sich auf dem Südfriedhof in Leipzig.

## Schriften
- mit Ingo-Peter Lorenz, Norbert Kuhn, Dines Christen: Molekülsymmetrie und Spektroskopie. De Gruyter, Berlin u. a. 2015, ISBN 978-3-11-036492-7.
- mit Matthias Findeisen: 50 and more Essential NMR Experiments. A Detailed Guide. Wiley-VCH, Weinheim 2014, ISBN 978-3-527-33483-4.
- mit Dieter Sicker: Classics in Spectroscopy. Isolation and Structure Elucidation of Natural Products. Wiley-VCH, Weinheim 2009, ISBN 978-3-527-32617-4.
- mit Siegmar Braun: 200 and more NMR Experiments. A Practical Course. (3., expanded edition). Wiley-VCH, Weinheim 2004, ISBN 3-527-31067-3.
- mit Hans-Otto Kalinowski, Siegmar Braun: 150 and more basic NMR Experiments. A Practical Course. 2., expanded edition. Wiley-VCH, Weinheim u. a. 1998, ISBN 3-527-29512-7.
- mit Hans-Otto Kalinowski, Siegmar Braun: 100 and more basic NMR Experiments. A Practical Course. VCH, Weinheim u. a. 1996, ISBN 3-527-29091-5.
- mit Hans-Otto Kalinowski, Siegmar Braun: NMR Spektroskopie von Nichtmetallen. 4 Bände. Thieme, Stuttgart u. a. 1992–1994.
  - Englische Ausgabe: NMR Spectroscopy of the Non-Metallic Elements. Wiley, Chichester u. a. 1997, ISBN 0-471-96763-7.
- mit Robert L. Van Etten, John M. Risley, Nickolai M. Sergeyev: Isotope Effects in NMR Spectroscopy (= NMR. 22). Springer, Berlin u. a. 1990, ISBN 3-540-51286-1.
- mit Hans-Otto Kalinowski, Siegmar Braun: 13-C-NMR-Spektroskopie. Thieme, Stuttgart u. a. 1984, ISBN 3-13-632801-9.
  - Englische Ausgabe: Carbon-13 NMR Spectroscopy. Wiley, Chichester u. a. 1988, ISBN 0-471-91306-5.